# Stenus pallipes
Stenus pallipes – gatunek chrząszcza z rodziny kusakowatych i podrodziny myśliczków (Steninae).
Gatunek ten został opisany w 1806 roku przez Johanna Gravenhorsta.
Chrząszcz o smukłym ciele długości od 3 do 3,5 mm. Jego czułki mają trzeci człon o ⅓ dłuższy niż czwarty. Przedplecze ma prawie tak szerokie jak długie, krótsze niż szew pokryw, wyposażone w słabo widoczną bruzdę środkową. Odwłok ma boczne brzegi odgraniczone delikatną bruzdą. Smukłe tylne stopy są wyraźnie dłuższe od połowy goleni. Czwarty człon stóp jest wycięty sercowato.
Owad palearktyczny, rozprzestrzeniony od Wysp Brytyjskich, południowej Szwecji i Finlandii na północy po kraje śródziemnomorskie na południu. W Polsce odnotowany na nielicznych stanowiskach. Zasiedla pobrzeża stawów, kałuż i leśnych rowów, gdzie bytuje wśród szczątków roślinnych, opadłych liści i mchów.